# Schiffer
Schiffer ist ein deutscher Familienname.

## Varianten
- Schiff (Familienname), Schieffer, Schifferer, Schifferle, Schiffermann, Schiffert

## Namensträger
- Alexandra Schiffer (* 1982), deutsche Schauspielerin und Kunsthistorikerin
- András Schiffer (* 1971), ungarischer Politiker
- Anton Schiffer (Maler) (1811–1876), österreichischer Maler
- Anton Schiffer (Radsportler) (* 1999), deutscher Radrennfahrer
- Brigitte Schiffer (1909–1986), deutsche Komponistin, Musikethnologin und Musikkritikerin
- Christian Schiffer (Journalist) (* 1979), deutscher Journalist und Rundfunkmoderator
- Christian Schiffer (Komiker) (* 1985), deutscher Komiker, Parodist und Schauspieler
- Claudia Schiffer (* 1970), deutsches Model
- Eckhard Schiffer (* 1944), deutscher Mediziner und Buchautor
- Egidius Schiffer (1956–2018), deutscher Serienmörder
- Eugen Schiffer (1860–1954), deutscher Jurist und Politiker (DDP, LDPD, FDP)
- Franz Schiffer (1885–1963), österreichischer Maler
- Franz Clemens Schiffer (1896–1940), deutscher Offizier und Landrat
- Georg Schiffer (1864–1931), deutscher Unternehmer und Firmengründer
- Gundula Schiffer (* 1980), deutsche Lyrikerin, Autorin und Übersetzerin
- Helmut Schiffer (1928–2022), deutscher Fußballspieler
- Herb Schiffer (* 1936), deutscher Schmuck- und Keramikdesigner, Maler und Glaskünstler
- Hubert Schiffer (1915–1982), deutscher Jesuit und Überlebender der Atombombe in Hiroshima
- Jan Schiffer (* 1958), deutscher Autor und Jurist
- John P. Schiffer (1930–2022), US-amerikanischer Physiker
- Karl Matthias Schiffer (1867–1930), deutscher Politiker (Zentrum)
- Lilian Schiffer (* 1988), deutsche Schauspielerin
- Marcellus Schiffer (1892–1932), deutscher Maler, Grafiker, Chansontexter und Librettist
- Marcus Schiffer (* 1987), deutscher Motocrossfahrer
- Martina Schiffer, deutsche Fußballspielerin
- Matthias Schiffer (1744–1827), österreichischer Maler, Zeichner und Graphiker
- Menahem Max Schiffer (1911–1997), deutschamerikanischer Mathematiker
- Michael Brian Schiffer (* 1947), kanadischer Archäologe und Anthropologe
- Nina Schiffer (* 1991), deutsche Schwimmerin
- Patrick Schiffer (* 1973), deutscher Politiker (Bündnis 90/Die Grünen)
- Robert Schiffer (* 1922), deutscher Fußballspieler
- Ruth Schiffer (* 1962), deutsche Kabarettistin, Autorin und Sängerin
- Sabine Schiffer (* 1966), deutsche Sprach- und Medienwissenschaftlerin
- Sharon Hammes-Schiffer (* 1966), US-amerikanische Chemikerin
- Sinai Schiffer (1852–1923), ungarisch-deutscher Rabbiner
- Waltraud Schiffer (* 1966), österreichische Politikerin und Landwirtin
- Wolfgang Schiffer (* 1946), deutscher Schriftsteller